# Warhammer 40,000: Boltgun
Warhammer 40,000: Boltgun — компьютерная игра в жанре шутера от первого лица, разработанная компанией Auroch Digital и изданная Focus Entertainment во всём мире 23 мая 2023 года. Действие игры происходит во вселенной Warhammer 40,000.

## Игровой процесс

Скриншот из игры Warhammer 40,000: Boltgun. Игра отличается ретро-стилистикой, в руках игрок держит одноименное оружие — болтган.

Warhammer 40,000: Boltgun — однопользовательская игра в жанре шутера от первого лица, в которой игроку предстоит управлять Космическим Десантником в битвах против Космических Десантников Хаоса и демонов. Стилистика и игровой процесс отражают влияние шутеров 1990-х годов, таких как Doom. В рекламных материалах игра характеризуется как «бумер-шутер», что является устойчивым термином для описания игр данного формата.

## Сюжет
Действие игры Warhammer 40,000: Boltgun разворачивается на Мир-кузнице Грайе спустя несколько лет после событий Warhammer 40,000: Space Marine. Главным героем является Малум Каэдо, ветеран арьергарда Адептус Астартес из Ордена Ультрамаринов. Он направлен Инквизицией на Грайю для выполнения важной миссии. После нашествия орков и сил Хаоса, произошедшего несколько лет назад, Инквизиция внимательно наблюдает за Грайей, опасаясь новых угроз. Инквизитор Зейбель из Ордо Маллеус рассказывает, что техножрецы-бунтовщики на Грайе проводили несанкционированные эксперименты над остатками источника энергии покойного инквизитора Дрогана, что привело к открытию варп-трещины, позволившей силам Хаоса вновь вторгнуться на Мир-кузницу.
Малуму Каэдо и его отряду поручено вернуть источник с помощью сервочерепа, ранее принадлежавшего Дрогану. Когда ультрамарины входят в атмосферу Грайи, их десантный модуль серьезно повреждается при спуске и совершает аварийную посадку на поверхность планеты. Выживает только Малум Каэдо. Сражаясь с хаоситами, состоящими из культистов, космодесантников-еретиков и демонов становится известно, что их предводитель, колдун Хаоса Тумулус Самаэль из Чёрного Легиона, ищет источник энергии для своих коварных планов. Колдун уже получил информацию о местонахождении осколка источника энергии и Малум спешит остановить его.
Когда Малум прибывает в хранилище Адептус Механикус, где хранится осколок, Самаэль появляется вновь и заявляет, что уже забрал его. Колдун и его соратники атакуют орбитальную космическую станцию над Грайей, и используют энергию осколка для увеличения разлома в Варпе, который угрожает поглотить Грайю и весь сектор в целом. Малум прорубает себе дорогу через захваченную хаоситами космическую станцию, и, в конечном итоге, настигает Самаэля, которого после изнурительного боя убивает. Вскоре после победы, на станцию прибывает инквизитор Зейбель и забирает осколок. Без источника силы варп-разлом начинает закрываться, но Зейбель предупреждает, что мощь сил Хаоса на Грайе всё ещё слишком велика, и Малум Каэдо готовится к испытаниям, что ждут его впереди.

## Forges of Corruption Expansion
18 июня 2024 года вышло дополнение Warhammer 40,000: Boltgun — Forges of Corruption (Кузницы Скверны). Оно включает в себя пять новых уровней с новым окружением, такие как поля боя на Грайе, коридоры мануфакторума и Демоническая кузня. Дополнение также добавило два новых вида оружия: Мульти-мельта и ракетная установка; три новых типа врагов: разорители Чёрного Легиона, Хеллбрут и Терминатор Хаоса с грозовыми когтями; а также бесконечный режим Орды.

## Разработка
Игра Warhammer 40,000: Boltgun была анонсирована 1 июня 2022 года на ежегодном событии Warhammer Skulls. Впоследствии, 11 апреля 2023 года, на странице Warhammer Community было объявлено о грядущем выходе игры, запланированном на 23 мая 2023 года. В тот же день стало известно, что главного героя Малума Каэдо озвучит актер Рахул Коли. Грант Стюарт, ведущий геймдизайнер в компании Auroch Digital, на официальном блоге PlayStation рассказал о некоторых особенностях предстоящей игры и её разработке.

## Оценки игры
| Сводный рейтинг       | Сводный рейтинг        |
| Агрегатор             | Оценка                 |
| --------------------- | ---------------------- |
| Metacritic            | ПК: 75/100 PS5: 74/100 |
| Иноязычные издания    |                        |
| Издание               | Оценка                 |
| Destructoid           | ПК: 7,5/10             |
| Eurogamer             | [ 10 ]                 |
| GameSpot              | 8/10                   |
| IGN                   | ПК: 7/10               |
| PC Gamer (US)         | 85/100                 |
| Русскоязычные издания |                        |
| Издание               | Оценка                 |
| StopGame.ru           | «Изумительно»          |
| «Игромания»           | [ 15 ]                 |

Согласно сайту-агрегатору Metacritic игра Warhammer 40k: Boltgun получила «в основном положительные отзывы» на ПК и «смешанные отзывы» на PlayStation 5.
Обозреватель журнала PC Gamer US отметил, что саундтрек игры на его взгляд идеально сочетается с её атмосферой. «Составленный из тяжелых гитарных рифов, гулких индустриальных ритмов, монашеских песнопений и звучания клавесина, он подчеркивает как призрачную атмосферу, так и быстрые бои». В свою очередь, обозревателю GameSpot понравилась интерпретация заглавного оружия игрой: «Болтер гремит взрывным звуком, и каждый выстрел ощущается как мощнейший удар, яростно выпуская взрывные снаряды». Destructoid вначале раскритиковал дизайн уровней, в которых легко заблудиться, но выразил удовольствие от того, как игра даёт возможность почувствовать себя всемогущим: «Существует множество шутеров от первого лица, философия которых построена на том, чтобы дать вам почувствовать себя сильным, но я думаю, что ни одна из них не справилась с этой задачей так же хорошо, как Boltgun». Журналист Ars Technica выделил отсутствие лудонарративного диссонанса как положительное качество игры.

## Продолжение
22 мая 2025 года был анонсирован Warhammer 40,000: Boltgun 2, прямое продолжение Warhammer 40,000: Boltgun. Его выход намечен на 2026 год.